# Монастеро Бормида
Монастѐро Бо̀рмида (на италиански: Monastero Bormida; на пиемонтски: El Munastè, Ел Мюнасте) е село и община в Северна Италия, провинция Асти, регион Пиемонт. Разположено е на 191 m надморска височина. Населението на общината е 1002 души (към 2010 г.).